# Lasioglossum semibrunneum
Lasioglossum semibrunneum là một loài Hymenoptera trong họ Halictidae. Loài này được Cockerell mô tả khoa học năm 1895.